# Gaius Silius
Gaius Silius (* um 4; † Spätherbst 48) war ein römischer Senator und designierter Konsul, bekannt durch seine illegitime Heirat mit Valeria Messalina, der Ehefrau des Kaisers Claudius.

## Herkunft und Familie
Gaius Silius war ein „Mann von edlem Geschlechte, würdevoller Gestalt und kräftigen Geistes“. Seine Eltern waren Gaius Silius, Konsul des Jahres 13, und Sosia Galla. Sein Vater, ein Freund des Germanicus, und seine Mutter, eine Freundin der Agrippina wurden im Jahr 24 von Tiberius wegen maiestas angeklagt; Silius kam der Verurteilung durch Selbstmord zuvor.

## Leben
Zunächst hatte Gaius Silius (wohl in den dreißiger Jahren des 1. Jahrhunderts) die ebenfalls aus edler Familie stammende Iunia Silana geheiratet, war aber kinderlos geblieben. Im Jahre 47 wurde Iunia durch Valeria Messalina verdrängt und die Ehe geschieden. Für dieses Jahr wird Silius auch als designierter Konsul bezeichnet, wobei er wohl erst für das übernächste Jahr, also 49, als Amtsinhaber vorgesehen war.
Die Heirat zwischen Messalina und Silius wird durch den antiken Geschichtsschreiber Tacitus sehr dramatisch dargestellt. Im Spätherbst 48 hätten die beiden offiziell und in aller Öffentlichkeit geheiratet, während Messalinas eigentlicher Ehemann Claudius gerade nach Ostia gereist war. Durch eine Anzeige des Narcissus habe Claudius von der ungeheuerlichen Geschichte erfahren. Währenddessen sollen Messalina und Silius in Rom ein rauschendes Weinfest gefeiert haben. Doch als sie die Kunde von Claudius’ Rückkehr erreichte, habe man das Fest abgebrochen: „So gingen sie denn auseinander, Messalina in den Garten des Lucullus, Silius, um seine Furcht zu verbergen, zu den Geschäften des Forums. Die Übrigen, die sich hierhin und dorthin zerstreuten, fielen schon den Centurionen in die Hände.“ Aus Misstrauen dem Prätorianerpräfekten Lucius Lusius Geta gegenüber habe man Narcissus für einen Tag die Prätorianergarde übergeben. Der amtierende Konsul, der spätere Kaiser Aulus Vitellius, habe sich unwissend gegeben. „Als nun Silius vor das Tribunal gebracht war, versuchte er nicht Verteidigung, nicht Aufschub, sondern bat, dass sein Tod beschleunigt würde.“
Der Satiriker Juvenal formulierte das Dilemma des Silius folgendermaßen: „Dieser brave junge Mann, der schönste unter allen Patriziern, war dem Tode geweiht, als Messalinas Auge auf ihn fiel. […] Sie will unbedingt nur in gesetzlicher Form heiraten. Sag, wie du dich entscheidest. Willst du nicht folgen, stirbst du noch vor Abend; gibst du dem Frevel nach, lebst du ein Stündchen länger.“
Die althistorische Forschung hält die Darstellung der Geschichte durch Tacitus für mindestens stark verkürzend. Der Geschichtsschreiber, der in seinem Werk grundsätzlich ein sehr negatives Bild von Claudius und Messalina zeichnet, schreibt die Geschehnisse völlig „Messalinas triebhafter Sexualität“ zu. In Wirklichkeit hatten die oberflächlichen Konflikte, von denen er berichtet, wohl eine tiefergehende politische Dimension, die er aber entweder verkennt oder verschweigt. Möglicherweise äußerte sich in der Affäre zwischen Messalina und Silius eine Auseinandersetzung zwischen verschiedenen politischen Gruppen. Silius könnte in diesem Zusammenhang einer Partei aus senatorischen Kreisen angehört haben, die sich mit der Kaiserin zusammenschloss, um an Legitimität oder Einfluss zu gewinnen. Auch dass die Hochzeit tatsächlich in einer öffentlichen Zeremonie zelebriert worden sei, gilt als sehr unwahrscheinlich.